# 6022 Jyuro
6022 Jyuro eller 1992 UB4 är en asteroid i huvudbältet som upptäcktes den 26 oktober 1992 av de båda japanska astronomerna Kazuro Watanabe och Kin Endate vid Kitami-observatoriet. Den är uppkallad efter den japanska astronomen Jurō Kobayashi.
Asteroiden har en diameter på ungefär 4 kilometer.